# Michaela Šojdrová

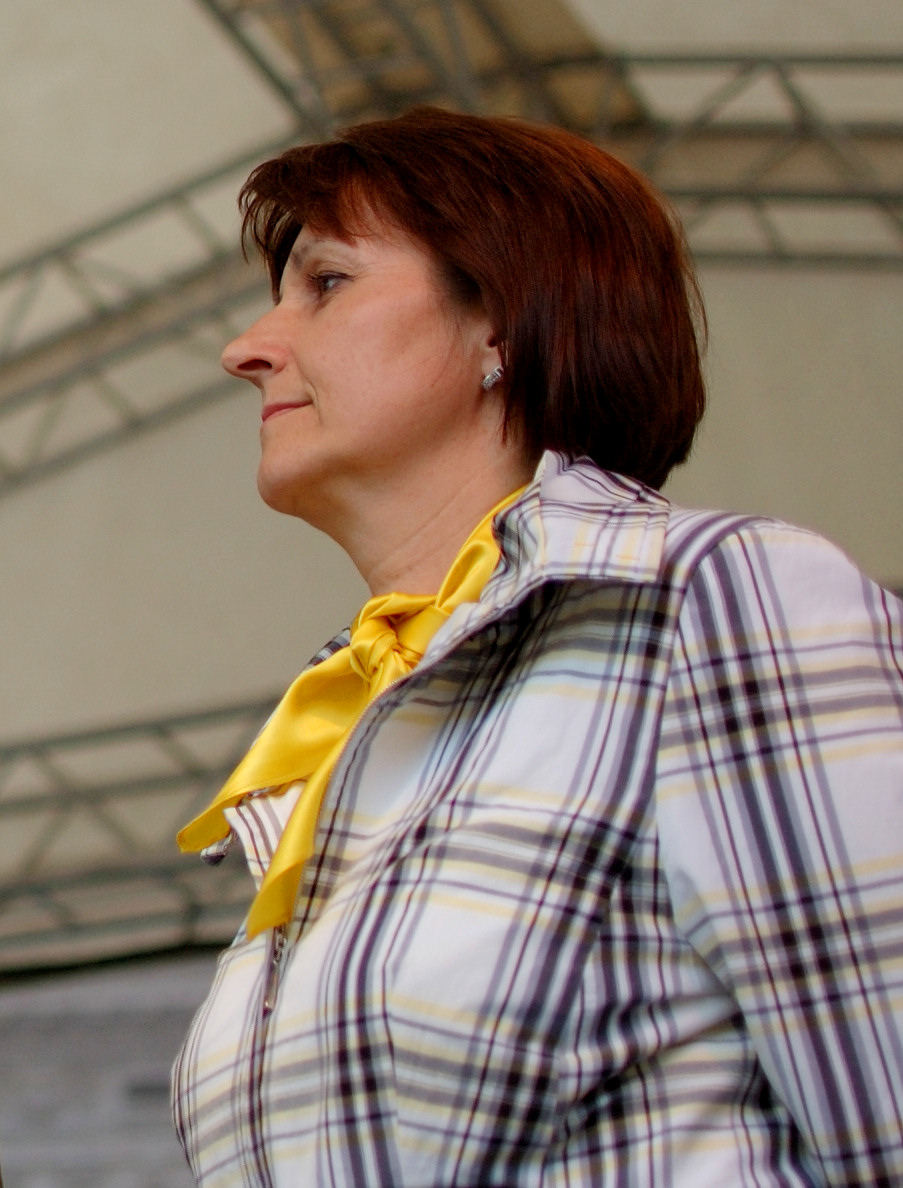
Michaela Sojdrova em 2010

Michaela Šojdrová (nascida em 28 de outubro de 1963) é uma política checa que atua como membro do Parlamento Europeu (MEP) desde julho de 2014. Ela é membro da União Cristã e Democrática - Partido Popular da Checoslováquia, parte do Partido Popular Europeu.

## Carreira
Šojdrová é membro do Parlamento Europeu desde as eleições de 2014. Desde então, ela tem servido na Comissão de Cultura e Educação, onde é coordenadora do grupo do PPE. De 2014 a 2019, ela também foi membro da Comissão dos Direitos da Mulher e Igualdade de Género. Desde a sua eleição, o seu trabalho tem se concentrado nos direitos das mulheres e na igualdade de género.
Para além das suas atribuições nas comissões, Šojdrová faz parte das delegações do Parlamento à Comissão de Parceria Parlamentar UE-Arménia, à Comissão de Cooperação Parlamentar UE-Azerbaijão e à Comissão Parlamentar de Associação UE-Geórgia, bem como à Assembleia Parlamentar Euronest. Ela também faz parte do Intergrupo do Parlamento Europeu sobre Deficiência.